# Frumencio de Etiopía
Frumencio de Axum (en ge'ez: ፍሬምናጦስ frēmnāṭōs), conocido como San Frumencio y fallecido en 383, fue el primer obispo de Axum y es reconocido como el evangelizador responsable de la introducción y propagación del cristianismo en el reino de Axum (actual Etiopía y Eritrea). Era de origen greco-sirio, nacido en Tiro, Líbano.

## Biografía

### Primeros años y esclavitud en Axum
Según el historiador del siglo IV Rufino de Aquilea, quien recopiló su relato a partir del testimonio de Edesio, hermano de Frumencio, ambos jóvenes acompañaron a su tío Metropio, un filósofo de Tiro, en una expedición comercial hacia el noreste de África, aproximadamente en el año 316. En el trayecto, la embarcación hizo escala en un puerto del mar Rojo, donde fue atacada por las fuerzas locales; la tripulación y Metropio fueron masacrados, mientras que Frumencio y Edesio, los únicos sobrevivientes, fueron capturados y llevados como prisioneros al Reino de Axum (actual Etiopía).
Al llegar a la corte del rey de Axum, los jóvenes, que eran educados y conocían el griego, pronto captaron la atención del monarca, quien, impresionado por sus habilidades y lealtad, los asignó a cargos administrativos de confianza. Durante este periodo, ambos hermanos ganaron la estima del rey, quien valoraba su conocimiento y dedicación. Antes de morir, el rey liberó a Frumencio y a Edesio, aunque la reina viuda, quien asumió el rol de regente en nombre de su joven hijo, el príncipe Ezana, les pidió que permanecieran en la corte. Les encomendó tareas importantes, incluida la educación del príncipe Ezana y la administración de ciertos asuntos del reino durante la minoría de edad del heredero.
Durante su estancia en la corte de Axum, Frumencio y Edesio lograron establecer contacto con mercaderes cristianos que frecuentaban la región y comenzaron a promover la fe cristiana entre ellos, animándolos a practicar abiertamente su religión. La influencia de los hermanos y la exposición de la corte a ideas cristianas sentaron las bases de la futura conversión del reino de Axum. Gracias a su posición privilegiada y al respeto ganado entre la nobleza, Frumencio aprovechó esta etapa para introducir gradualmente el cristianismo en la región.
La relación de confianza que Frumencio y Edesio construyeron en la corte de Axum fue crucial para la posterior expansión del cristianismo en el noreste de África, con Frumencio siendo recordado no solo como un líder religioso, sino también como un colaborador en la administración y educación del príncipe Ezana, quien más tarde adoptaría el cristianismo como religión oficial del reino.

### Expansión del cristianismo en Axum
Durante su estancia en la corte de Axum, Frumencio y Edesio aprovecharon sus posiciones de confianza para promover el cristianismo entre la élite y la población local. Inicialmente, alentaron a los mercaderes cristianos que llegaban al reino a practicar abiertamente su fe, algo poco común en esa región, donde las religiones tradicionales predominaban. Esta apertura fue bien recibida por los comerciantes, quienes, bajo el amparo de Frumencio y Edesio, comenzaron a celebrar prácticas cristianas públicamente, lo que despertó el interés y la curiosidad de la población Axumita.
Frumencio, al percibir la receptividad de la corte, promovió la construcción de pequeñas capillas y espacios de reunión para la oración, lo que permitió que la fe cristiana se afianzara gradualmente. Su conocimiento de las tradiciones locales y su habilidad diplomática le permitieron introducir elementos cristianos sin provocar conflicto con las creencias tradicionales. Esto sentó las bases de lo que se convertiría en un cristianismo único en Etiopía, fusionado con aspectos culturales propios de la región.
Además, Frumencio y Edesio comenzaron a instruir en los valores y enseñanzas cristianas a los jóvenes nobles de la corte, entre ellos al príncipe Ezana, heredero del trono. Esta formación jugó un papel fundamental en la futura conversión de Ezana y su posterior decisión de adoptar el cristianismo como religión oficial del reino de Axum, en lo que sería una de las primeras adopciones del cristianismo como religión estatal en la historia.
La labor de Frumencio también facilitó la creación de una comunidad cristiana sólida en Axum, con una organización inicial y vínculos que conectaban al reino con la Iglesia de Alejandría, un importante centro del cristianismo primitivo. Esto permitió que Axum se mantuviera alineado con la ortodoxia de la Iglesia copta, fortaleciendo el cristianismo frente a las posteriores influencias del arrianismo y otras corrientes cristológicas.
La labor de Frumencio y Edesio estableció así las bases del cristianismo en Etiopía, influyendo profundamente en la cultura religiosa del país y dando origen a la tradición cristiana que aún hoy caracteriza a la Iglesia ortodoxa etíope. La expansión inicial del cristianismo en Axum fue un precursor de la consolidación de una de las comunidades cristianas más antiguas del mundo, cuya presencia continúa siendo vital en la identidad cultural y espiritual de Etiopía.

### Ordenación episcopal y regreso a Axum
Cuando el príncipe Ezana alcanzó la mayoría de edad y asumió el trono de Axum, Edesio regresó a Tiro, donde fue ordenado sacerdote. Frumencio, consciente de la necesidad de consolidar la expansión del cristianismo en Etiopía, viajó a Alejandría para solicitar apoyo en su misión evangelizadora. En Alejandría, se reunió con el influyente Patriarca Atanasio, líder de la Iglesia copta y defensor de la ortodoxia nicaena. Frumencio pidió a Atanasio que enviara un obispo y más misioneros a Axum para fortalecer la creciente comunidad cristiana.
Atanasio, quien reconocía la importancia de establecer el cristianismo en un reino estratégico como Axum, consideró a Frumencio la persona más adecuada para liderar esta misión y decidió consagrarlo obispo de Axum en el año 328, aunque algunas fuentes sitúan este acontecimiento entre 340 y 346. En ese acto, Atanasio confirió a Frumencio el título de primer Abuna, un honorífico que designa al jefe de la Iglesia ortodoxa etíope. Esta consagración simbolizaba no solo el respaldo de la Iglesia de Alejandría, sino también la autonomía espiritual de la nueva iglesia en Axum.
Al regresar a Etiopía, Frumencio estableció su sede episcopal en Axum y consolidó su posición como líder de la comunidad cristiana. Pronto bautizó al rey Ezana, quien, bajo la influencia de Frumencio, adoptó el cristianismo como religión oficial del reino. Este acto marcó a Axum como uno de los primeros reinos en el mundo en declarar el cristianismo como su religión estatal, contribuyendo a su expansión en el noreste de África.
Frumencio promovió activamente la construcción de iglesias, monasterios y lugares de culto, fortaleciendo la infraestructura cristiana en Axum. Bajo su liderazgo, la fe cristiana se fusionó con las prácticas locales, configurando una identidad religiosa propia para el reino. En Etiopía, Frumencio es venerado bajo los títulos de Kesate Birhan (Revelador de la Luz) y Abba Salama (Padre de la Paz), reflejo de su papel como pionero y líder espiritual.
La labor de Frumencio como obispo de Axum consolidó el cristianismo en Etiopía, dando lugar a una de las iglesias cristianas más antiguas y autónomas del mundo, la Iglesia ortodoxa etíope, que perdura hasta la actualidad y ha influido profundamente en la identidad cultural y espiritual de Etiopía.

### Conflicto con el arrianismo
En el siglo IV, el cristianismo estaba marcado por profundos conflictos doctrinales, especialmente en torno a la naturaleza de Jesucristo y su relación con Dios Padre. Una de las divisiones más significativas fue entre los seguidores de la ortodoxia de Nicea, quienes sostenían la consustancialidad del Hijo con el Padre, y los arrianos, quienes defendían que el Hijo era una creación del Padre, inferior a Él. El emperador romano Constancio II, ferviente defensor del arrianismo, apoyaba a los obispos arrianos y promovía su influencia en el Imperio Romano, buscando expandir su interpretación teológica a territorios cristianizados fuera del dominio romano.
Al enterarse de la expansión del cristianismo en el Reino de Axum bajo la dirección de Frumencio, Constancio II envió una carta a los líderes de Axum, el rey Ezana y su hermano Saizanas. En la carta, el emperador solicitaba que Frumencio fuera depuesto de su cargo y reemplazado por el obispo arriano Teófilo, quien ya había trabajado en otras misiones arrianas y contaba con el respaldo del emperador.
La solicitud de Constancio II fue rechazada por Ezana y su hermano, quienes, bajo la influencia y orientación de Frumencio, habían adoptado la ortodoxia de Nicea. Frumencio continuó su labor evangelizadora en Axum, afianzando el cristianismo ortodoxo en la región y asegurando su alineación con la Iglesia copta de Alejandría, en lugar de someterse a las imposiciones arrianas del emperador romano. Esta decisión fortaleció la autonomía religiosa de Axum y selló su vínculo con la tradición copta, consolidando una identidad cristiana independiente que perduraría durante siglos.
Este conflicto con el arrianismo destacó la importancia de Axum como uno de los primeros reinos en adoptar una postura firme en favor de la ortodoxia nicena, en un contexto donde el arrianismo tenía un amplio respaldo político y militar en el mundo romano. La resistencia de Axum y la fidelidad de Frumencio a la ortodoxia contribuyeron a que el cristianismo niceno echara raíces profundas en Etiopía, influyendo en la trayectoria histórica y teológica de la Iglesia ortodoxa etíope, que sigue siendo una de las comunidades cristianas más antiguas y continuas del mundo.

## Legado y veneración
San Frumencio, conocido como el "Apóstol de Etiopía," es venerado como uno de los principales fundadores de la Iglesia ortodoxa etíope, una de las comunidades cristianas más antiguas del mundo. Su misión evangelizadora en el Reino de Axum estableció las bases de una tradición cristiana que ha perdurado en Etiopía por más de 1,600 años, resistiendo influencias externas y manteniendo su identidad a través de siglos de cambios políticos y religiosos.
La influencia de Frumencio se reconoce en las festividades que diferentes tradiciones cristianas dedican en su honor: el 1 de agosto en la Iglesia copta, el 20 de julio en la Iglesia católica y el 30 de noviembre en la Iglesia ortodoxa. En Etiopía, Frumencio es recordado bajo los títulos de Kesate Birhan (Revelador de la Luz) y Abba Salama (Padre de la Paz), lo que refleja su papel como pionero y pacificador en la introducción del cristianismo en la región.
En la iconografía cristiana, San Frumencio es representado con vestiduras episcopales, una cruz y un libro, simbolizando su misión evangelizadora y su papel como primer obispo de Etiopía. Sus imágenes evocan su rol como educador y guía espiritual, y a menudo se le muestra enseñando o bendiciendo, en alusión a su labor en la formación cristiana del rey Ezana y la nobleza Axumita.
La Iglesia ortodoxa etíope, que Frumencio ayudó a fundar, sigue siendo una de las iglesias autocéfalas más antiguas del cristianismo. Su influencia y estructura se mantienen vivas en Etiopía hasta la actualidad, en lo que es considerado un ejemplo de cristianismo adaptado a las tradiciones culturales locales, contribuyendo de manera significativa a la identidad etíope. La resistencia de esta iglesia a las persecuciones y su independencia respecto a la autoridad occidental en épocas posteriores han hecho de la tradición de San Frumencio un símbolo de fe y autonomía cultural en África.